# 関口宏
関口 宏（せきぐち ひろし、1943年〈昭和18年〉7月13日 - ）は、日本の司会者、タレント、俳優、ニュースキャスター、作詞家、芸能プロモーター、経営者。
芸能事務所・三桂代表。身長170cm、体重68kg、血液型A型。東京都港区在住。佐野周二の長男。
父は俳優の佐野周二、異母弟は元俳優の佐野守。妻は元歌手の西田佐知子、息子は俳優、タレントの関口知宏。祖父・関口亀次郎（関口紺三）は国会議事堂の建設に携わった鳶職だった。高校の同級生に俳優の林隆三がいた。

## 来歴
1943年7月13日、東京都で生まれる。
当時佐野は出征中だったので連隊長が命名した。
1944年、母を腸チフスでなくす、1歳の時だった。
1945年8月15日、次姉聖子を腸チフスで亡くす。
1946年12月、父が再婚するもまもなく祖母が死去。
この頃、異母弟・進も死去。
立教小学校、立教中学校（現：立教池袋中学校）、立教高等学校（現：立教新座高等学校）を経て、1966年（昭和41年）に立教大学法学部を卒業。
学生時代はハワイアンバンドを組んでいた。

### 1960年代
1963年（昭和38年）7月、NETテレビ（現：テレビ朝日）『日本映画名作ドラマ・お嬢さんカンパイ!』でドラマデビューし、父・佐野周二や佐田啓二らと共演した。
1965年、 四つの恋の物語で吉永小百合の相手役として映画初出演。
1966年（昭和41年）、TBS『ヤング720』の司会を同年輩で後に交友を深める松山英太郎（1991年没）、竹脇無我（2011年没）とともに担当した。
これ以降、ヤング720→お昼に会いましょう→男じゃないか(もしくはおむすびコロリン)→マキちゃん日記→ステージ101(司会番組であればここから)→日清世界クイズ→スター千一夜→クイズ100人に聞きました→サンデーモーニングと、2024年に至るまで常にテレビでレギュラー番組を持ち続けている。

### 1970年代
1970年（昭和45年）NHK総合テレビの音楽番組『ステージ101』の初代司会者として1月10日の第一回から9月26日まで出演。4月にフジテレビの『スター千一夜』にて、関口が初めて司会を務める。
1970年6月(1970年6月21日放送)に『ラブラブショー』(フジテレビ)で歌手の西田佐知子と知り合い、1971年3月16日にホテル・オークラで婚約発表しし24日結婚・世田谷の三一教会で挙式。牧師は関口の中学時代の教師だった。
1971年（昭和46年）からは『スター千一夜』で本格的に司会を担当する。この頃は石淵事務所に所属していた。
1972年、長男・智宏(後の関口知宏)が誕生、佐野周二が名付け親となった。
1973年 世田谷用賀にマイホームを建てる。
1975年（昭和50年）以降は長年の盟友である石坂浩二と並ぶメイン司会者として定着。
1976年（昭和51年）2月、「関口宏事務所」（現：三桂）を設立。
1977年（昭和52年）、小柳ルミ子の『星の砂』の作詞（作曲は出門英）で日本作詩大賞作品賞を受賞。
1979年（昭和54年）4月、『クイズ100人に聞きました』が放送開始したことを契機に、8年間担当した『スター千一夜』の司会を坂本九に譲って降板。それ以降TBSテレビでの活動が顕著となった。

### 1980年代
本業である俳優業の傍らタレント業、司会業、キャスター業での活躍が目立つようになる。
1983年（昭和58年）、『わくわく動物ランド』が放送開始。10年以上にわたり司会を務めた。
1985年（昭和60年）、TBSのドラマ『うちの子にかぎって…パート2』（第2話）で、田村正和や横山やすし（2人とも関口宏と同学年）と共演した。俳優の田村正和とは1966年（昭和41年）放送のドラマ「記念樹」以来の共演で、横山やすしとは最初で最後の共演でもあった。
1987年（昭和62年）には『サンデーモーニング』（TBSテレビ制作、放送開始当初は『関口宏のサンデーモーニング』）など、後に長寿番組となる番組がスタート。この頃には出演番組の視聴率が合計で100%を超え、「視聴率男」の異名を取った。大橋巨泉は、関口宏の司会者としての素質を評価していたと言われる。
絶頂期の1989年10月には『クイズ100人に聞きました』、『サンデーモーニング』、『わくわく動物ランド』、『テレビあっとランダム』、『知ってるつもり?!』、『TVタックル』、『ギミア・ぶれいく』と7本の人気番組の司会格として活躍していた。

### 1990年〜2000年代
上述の『クイズ100人に聞きました』（1979年4月〜1992年9月）、『ムーブ関口宏の東京フレンドパーク』（1992年10月〜1993年9月）、『関口宏のPAPAパラダイス』（1993年10月〜1994年3月）、『東京フレンドパークII』（1994年4月〜2011年3月）、『世紀のワイドショー!ザ・今夜はヒストリー』（2011年4月〜、同年10月より水曜日20時台に移動）と2011年（平成23年）9月まで約30年間に渡り、TBSテレビの月曜日19時台を支えていた（ただし、『東京フレンドパークII』はTBSの番組改編のため2009年（平成21年）4月から2010年（平成22年）3月までは木曜日20時台に移動していた）。
日本テレビ調査の「好きなタレント・歌手」では1987年に24位、88年9位、1990年は10位(久米宏・とんねるずと同率)を記録した。
NHKの好きなタレント調査では、1995年に11位、96年に15位であった。
1990年に発表された高額納税者の俳優・タレント部門では18位(前年13位)の5264万円だった。
1991年、12月6日夜に開かれた「森繫久弥さん文化勲章受章おめでとう！祝う会」では森繫ファミリーとして竹脇無我らとともに介添え役となった。
1993年に発表された高額納税者の俳優・タレント部門では15位(前年12位)の5881万円だった。
1997年に発表された高額納税者の俳優・タレント部門では19位(前年13位)の5945万円だった。
2005年（平成17年）の春にTBSテレビが開始した『朝ズバッ!』の総合司会の候補にみのもんたと共に挙がり、先に打診された関口が断り、次に打診されたみのが受諾したという経緯がある。ちなみにみのは大学の後輩である。

### 2010年代
『徹子の部屋』（1979年、テレビ朝日）にゲスト出演した後、トーク番組へのゲスト出演がほとんどなかったが、2011年（平成23年）11月5日放送分の『サワコの朝』（MBS・TBS共同制作）にゲスト出演。その後、2012年6月に『徹子の部屋』と『大沢悠里のゆうゆうワイド』に出演している（いずれも2012年6月29日放送分）。また、2016年2月5日放送にも久々に『大沢悠里のゆうゆうワイド』に出演している。
2012年（平成24年）9月以降は地上波におけるレギュラー番組は『サンデーモーニング』のみとなっている。なお、BS-TBSでは2010年4月から継続して紀行・ドキュメンタリー番組の司会を務めている（『関口宏のザ・ベストセレクション』→『関口宏の昭和青春グラフィティ』→『関口宏の風に吹かれて』→『関口宏の人生の詩』→『関口宏ニッポン風土記』）。
2013年（平成25年）7月21日、選挙特別番組『夏の決戦!参院選2013 ニッポンどこへ行く!』で初めて選挙特番のメインキャスター担当。「家でビールを飲みながら見るものだと思っていた」とこれまで選挙特番への出演依頼を断っていたが、今回は「自分の年齢もあるし、1回くらい経験しておいた方がいいかなと思って」オファーを引き受けたという。
同年11月20日「森繫久彌さんの生誕100年をお祝いする会」の司会を中村メイコとともに務めた。
2014年（平成26年）、元テレビ朝日会長の君和田正夫と共にウェブサイト「独立メディア塾」を開設。以後、関口自身も定期的にコラムを投稿している。
2015年（平成27年）、第23回橋田賞特別賞を受賞。

### 2020年代
2021年2月5日、『徹子の部屋』に出演。

2024年3月31日、36年6か月間総合司会を務めていたサンデーモーニングを勇退。サンデーモーニングは4月から膳場貴子を新たな総合司会として迎え継続される。
5月31日ギャラクシー賞志賀信夫賞を受賞。

## 人物

### 趣味
- ハワイアンミュージックにも造詣が深く、「アロハ・アゲイン」というCD付きブックをプロデュース（本とCDジャケットの写真撮影を写真作家・浅井慎平が担当）した。芸能界屈指の鉄道模型マニアでもある。

### 明治乳業への入社
1978年12月25日付で明治乳業は非常勤嘱託として翌1月から長期大型広告作戦のCMスターとして起用する関口を一年間の期間で入社させた、社内レポートを広告にするというやり方で明治乳業側も「どうせPRをやってもらうなら、社員になってもらったほうがよい」としている。
入社前に関口(関口は明治乳業内で候補者1位だった)を口説くのは九割九分方無理であろうと誰もがみていたが、「前々から、明治乳業には好感をもっていたんですよ」という関口は長男の智宏のための乳製品選びのさい、妻に対して「明治のにしなさい」とズバリいったらしく、結局入社することになった。

### 交友関係
- 山田邦子が芸能界に入る際、反対していた山田の父を懸命に説得し、最終的に認められたと言う逸話がある（そのため、山田にとって関口は恩人としている）。後にドラマ『野々村病院物語』で共演している。山田は芸能界デビュー前に『クイズ100人に聞きました』に家族で挑戦したが予選で敗退。その後、BS-TBS『関口宏の風に吹かれて』の「浅草に吹くエンターテイメントの風 今昔物語」（2012年10月30日・前編、2012年11月6日・後編）で共演している。

### エピソード
- 前述の通り姉と弟が夭折したため、毎朝仏壇に手を合わせている[11]。
- 10歳の頃、自宅にテレビが置かれたことは一大事件だったと述べている[39]。
- 父・佐野周二は芸能人との結婚は反対だったが[40]、西田佐知子が芸能人だと知らなかったので、「そんなトシになったのか」と驚きつつお互い好きならと認め、[41]「自分の意志で結婚して幸せになるのが一番だ」と背中を押した[42]、婚約期間は8日だった[41]。
- 自身の生業を常に「テレビ屋」と表現している[43]。
- 「テレビ屋の最強かつ最大の敵は…自らを守ろうとする恐怖心」としている[44]。
- 東京を離れた暮らしをしたことがなく、若い頃は東京出身者であることを誇りに思い、地方の仕事から東京駅に帰ってきて「ほっ！」としたこともあったというが、年を重ねる後に若い頃には気がつかなかった、その土地その土地の人々の暮らし向きに、同じ日本人でありながら知らなかった面白い話が沢山あることに驚かされ、元気なうちにもっと知っておきたいと思うようになったといい、そのことが『ニッポン風土記』のオファーを引き受ける理由となった[43]。
- 1985年頃に購入した世田谷区の自宅に長らく住んでいたが、現在は港区にあるタワーマンションに夫婦で転居している。世田谷区の自宅は解体済で、土地も売却されている[2](実際には2009年時点で港区在住であった[1]。)
- 趣味はゴルフ[1]。
- 75歳で自動車の運転免許を返納した[45]。
- ナンシー関は関口宏は魂胆のある男とし全ての行動はその魂胆によって演出されていると評した[46]。
- 松山英太郎が結婚の橋渡し役となったが関口が付き合わなかったら死ぬと西田に吹き込んだという[47]。
- 西田は関口が家に帰るとほとんどしゃべらないと評している[47]。
- 笹本寅の妻つるは父の姉にあたる[48]。
- 父・佐野周二はふぐが大好物で関口が子供のころは冬になると家族で人形町のフグ料理店に行ったが好きではなかった、酒が飲めるようになってから大好物になったと回想している[49]
- 「神田かるちゃー倶楽部・明神塾」の講師だったことがある[50]

## 出演番組

### テレビ

#### NHK
- 東京の山賊（1970年4月、総合）
- ステージ101（1970年1月 - 9月、土曜20:00 - 21:00、総合）
- 銀河ドラマ（総合）
  - 「現代騎士道」（1971年6月 - 7月）
- 何かある?（1973年12月、総合）
- 大河ドラマ（総合）
  - 「元禄太平記」（1975年、総合） - 堀部安兵衛
- 銀河テレビ小説（総合）
  - 「焚火」（1979年6月 - 7月）
- 関口宏の「そもそも」
  - （2008年9月28日、総合） - 司会
  - （2014年9月27日・12月1日・12月27日、2015年1月27日・2月27日・3月24日、BSP） - 司会
- まるごと知りたい!AtoZ（2013年1月1日 - 2014年7月26日、BSP） - 司会

#### 日本テレビ系列
- 青い山脈（1966年4月25日 - 8月8日）
- あぁ!へそまがり（1966年10月 - 12月）
- 花と果実（1968年5月6日 - 10月7日）
- 日産スター劇場
  - 「ごちそうさま」（1968年8月 - 9月）
- マキちゃん日記（1969年10月7日 - 1970年10月11日、よみうりテレビ制作）
- ファミリー劇場
  - 「オドロキ桃の木騒動記」（1970年4月13日 - 5月18日）
- 日清世界クイズ（1970年10月4日 - 1971年3月28日、日曜19:30 - 20:00）
- 夫婦学校
  - 「ある亭主の告白」（1971年10月）
  - 「意地っぱり夫婦」（1972年11月）
- 火曜日の女
  - 「喪服の訪問者」（1971年11月 - 12月）
- 土曜グランド劇場
  - 「縁談シリーズ 花嫁の父」（1972年10月）
  - 「花婿の父」（1973年2月）
  - 「新婚ヤバイ伝」（1973年2月）
- 夫婦日記 奥様ごめんなさい（1973年8月）
- 東芝アラカルトサロン・しあわせの味（1973年4月7日 - 1974年9月28日）：司会
- 土曜日の女
  - 「鏡の中の顔」（1974年2月 - 3月）
- びっくり日本新記録（1978年10月1日 - 1979年4月1日、よみうりテレビ製作） - 司会、アシスタントはセーラ・ロウエル
- 豪華!スター家族対抗初春ジャンボクイズ!（1981年 - 1989年）
- 火曜サスペンス劇場
  - 「思い出さないで!!」（1981年12月）
- 木曜ゴールデンドラマ（よみうりテレビ製作）
  - 「小児病棟305号室応答なし!」（1982年7月）
  - 「あなたはわが子を守れるか」（1983年3月）
- 世界料理大賞（1983-1989年)
- SEIKOグルメワールド 世界食べちゃうぞ!!（1984年6月2日 - 1987年6月13日、土曜22:00 - 22:30）
- 輝け!!第11回日本ちびっこ歌謡大賞（1988年1月14日、19:00-[51]）-司会
- こちら夢スタジアム（1988年4月8日[52] - 1989年3月）
- 知ってるつもり?!（1989年10月8日 - 2002年3月24日。日曜21:00 - 21:54）[53]
- 大追跡(1992年4月18日[54])特番
- ワンダーゾーン／関口宏のびっくりトーク ハトがでますよ!（1993年4月 - 1995年9月。月曜22:00 - 22:54、よみうりテレビ制作）
- 輝け!噂のテンベストSHOW／新テンベストSHOW／どっちの料理ショー／新どっちの料理ショー／ニッポン旅×旅ショー（1995年10月 - 2007年9月、木曜21:00 - 21:54、よみうりテレビ制作）[53]
- 日本アカデミー賞授賞式（1998年 - 2009年）
- 関口宏のアロハ・アゲイン（2003年4月12日15:30[12]）
- わくわく宝島スペシャル（2005年8月1日、読売テレビ）司会
- モーツァルト生誕250年目の真実（2006年11月3日、21:03[55]）
- 読売テレビ開局50周年記念 非破壊検査PRESENTS
  - 「情熱人・松方幸次郎〜松方コレクション物語〜」（2009年1月18日。読売テレビ制作 単発）
- アナタの名字SHOW（2009年9月17日、2010年4月8日、2011年3月31日[56]、読売テレビ制作）
- 関口宏 長崎ぶらぶら旅（2015年5月15日、長崎国際テレビ制作）[57]
- 関口宏 長崎遺産ミステリーツアー（2017年2月25日、長崎国際テレビ制作）[58]
- 関口宏 長崎島原の歴史漫歩（2018年1月7日、長崎国際テレビ制作）[59][60]
- 関口宏 長崎五島 大人の旅&女子の旅（2019年7月14日、長崎国際テレビ制作）[61][62]
- 「あなたとNIB」（2015年6月8日、2017年4月3日、2018年2月5日、2019年11月4日、午前11時25分、長崎国際テレビ）2015年は「関口宏 長崎ぶらぶら旅」を合評した長崎国際テレビ第243回番組審議会を放送[57]、2017年は「関口宏 長崎遺産ミステリーツアー」を合評した長崎国際テレビ第261回番組審議会を放送[58]、2018年は「関口宏 長崎島原の歴史漫歩」を合評した長崎国際テレビ第269回番組審議会を放送[60]し、2019年は「関口宏 長崎五島 大人の旅&女子の旅」を合評した長崎国際テレビ第287回番組審議会を放送[62]。

#### テレビ朝日系列
- 日本映画名作ドラマ
  - 「お嬢さんカンパイ!」（1963年7月）
  - 「二人だけの橋」（1963年8月）
  - 「愛は海よりも深く」（1964年7月）
- ポーラ名作劇場
  - 「火山列島」（1966年7月 - 10月）
  - 「夕焼け空」（1968年10月 - 12月）
- 女であること（1967年3月 - 8月。毎日放送制作）
- 流れる雲（1968年3月14日 - 5月2日）
- 結婚Uターン（1969年7月 - 9月。毎日放送制作）
- 夫よ男よ強くなれ（1969年12月）
- 明日のしあわせ（1970年10月 - 12月）
- テレビスター劇場（毎日放送制作）
  - 「断愛」（1970年11月 - 1971年2月）
- サスペンスシリーズ（毎日放送制作）
  - 「まっ白な嘘」（1973年5月）
- 関口宏のオォ!笑歌（1976年4月3日 - 1977年9月24日）
- 徹子の部屋（1979年2月9日、1985年8月9日、1991年2月26日、2012年6月29日、2021年2月5日）
- 全日本歌謡音楽祭（1979年 - 1986年）
- ザ・コンピニオン／ハロー!コンピニオン（1980年10月 - 1983年9月。日曜8:30 - 9:00。朝日放送テレビ制作）
- 土曜ワイド劇場
  - 「運命の旅路 謎の特急出雲1号」（1980年11月）
  - 「殺しの連鎖反応 努力しないで出世した男・社内結婚上司の女房はいい女」（1983年1月29日） - 石丸秀夫・主演
  - 「窓の中の殺人」（1983年12月）
- 傑作推理劇場
  - 「陳舜臣の神獣の爪」（1980年12月）
- 歌謡ドッキリ大放送!!（1981年 - 1986年。日曜13:45 - 15:00）
- 新婚さんいらっしゃい!（朝日放送テレビ） - 桂三枝（現・六代目桂文枝）の代理司会（片平なぎさと共演）
- ゴールデンワイド劇場
  - 「モンタージュ写真の謎」（1982年9月）
- 月曜ワイド劇場
  - 「赤ちゃん取り違え事件」（1982年10月）
- ミュージックステーション（1986年10月 - 1987年3月。金曜20:00 - 20:54。初代総合司会。その後タモリが総合司会になり継続中）
- どーする?!TVタックル（1989年7月 - 1990年3月。月曜21:00 - 21:54。番組自体は「ビートたけしのTVタックル」とタイトルを変えて継続中）
- オールスター激走・チキチキパニック大レース（1995年10月10日、午後7時）[63]
- ほんパラ!関口堂書店（2000年4月 - 2001年9月、土曜20:00 - 20:54）
- ほんパラ!痛快ゼミナール（2001年10月 - 2002年3月、日曜18:56 - 19:56）
- 関口宏の雑誌の記憶（BS朝日、2024年10月12日 - ）[64]

#### TBS系列
- 木下恵介劇場
  - 喜びも悲しみも幾歳月（1965年4月6日 - 9月28日） - 水出役
  - 二人の星（1965年10月5日 - 1966年3月29日） - 長田国松役
  - 記念樹（1966年4月 - 1967年2月）
- おかあさん（1966年10月）
- ヤング720（1966年10月31日 - 1968年12月31日）
- お昼にあいましょう（1969年1月 - 3月、川崎敬三と司会）
- 新婚さん（1967年1月）
- 結婚の条件（1967年4月 - 9月）
- 愛妻くんこんばんは（1968年3月）
- ナショナル劇場
  - 「こんにちは!そよ風さん」（1969年1月27日 - 4月14日）
  - 「江戸を斬るIV - 江戸を斬るVI」（1979年2月12日 - 8月6日、1980年2月18日 - 8月11日、1981年2月16日 - 8月24日）
- 東芝日曜劇場
  - 「24才 その6」（1969年3月）
  - 「離婚旅行」（1973年2月。朝日放送制作）
  - 「幸子の恋」（1976年8月）
- おむすびコロリン（1969年4月2日 - 9月24日）
- 金太郎の孫（1970年1月 - 4月。朝日放送制作）
- にらめっこ（1970年10月 - 1971年4月）
- あたし頑張ってます（1971年10月 - 1972年3月）
- 入ってまあす!（1972年7月6日 - 9月28日。朝日放送制作）
- 結婚前夜シリーズ
  - 「婚前旅行」（1976年1月）
- ほんとうに（1976年10月7日 - 1977年5月5日。浜川東作役）
- クイズ世界をあなたに（1977年4月3日 - 1978年3月26日）
- 日曜☆特バン
  - 「輝け!!ヒットTVマンガ20年 帰ってきたヒーローたち」（1978年1月）
- 家族対抗クイズ合戦（1978年4月2日 - 1979年3月25日）
- 月曜19:00枠…同枠のバラエティ番組の司会を2009年3月の「東京フレンドパークII」時間帯移動まで30年続けた。翌年4月から「TFP2」の月曜19:00枠復帰に伴い、再度同枠番組の司会に復帰。
  - クイズ100人に聞きました
    - （1979年4月2日 - 1984年9月24日・1987年10月5日 - 1992年9月28日、月曜19:00 - 19:30）
    - （1984年10月1日 - 1987年9月28日、月曜19:20 - 20:00）

  - ムーブ
    - 「関口宏の東京フレンドパーク」（1992年10月12日 - 1993年9月20日）

  - ザッツ!
    - 「関口宏のPAPAパラダイス」（1993年10月11日 - 1994年3月21日）

  - 関口宏の東京フレンドパークII（1994年4月11日 - 2011年3月28日）[53]
- 三男三女婿一匹III（1979年10月2日 - 1980年3月25日）
- 世界で初のクイズ!AとBとショー(1980年1月2日)
- 野々村病院物語（1981年5月12日 - 11月3日、内科医・村岡啓介役）
- ある日突然恋だった（1982年4月27日 - 6月22日）
- 野々村病院物語II（1982年11月 - 1983年5月、事務長・山根太平治役）
- わくわく動物ランド（1983年4月13日 - 1992年3月25日。水曜20:00 - 20:54）
- シリーズ・水曜の女（毎日放送制作）
  - 「ひと夏の復讐」（1983年8月 - 9月）
- ライオンスペシャル_'83クリスマスキャロル_聖夜だヨ!120分[65]
- うちの子にかぎって…パート2（1985年4月12日 - 7月26日、第2話のゲスト出演）
- 関口宏のサンデーモーニング→新サンデーモーニング→サンデーモーニング
  - （1987年10月 - 1994年3月、日曜8:30 - 9:54）
  - （1994年4月 - 2024年3月、日曜8:00 - 9:54）[53]
- クイズまるごと大集合（1987年 - 1991年）
- 輝く!日本レコード大賞（1987年・1988年、TBSテレビ・ラジオ）
- ギミア・ぶれいく（1989年10月 - 1992年9月）
- THEプレゼンター「関口宏のそしていまスペシャル」(1992年12月6日[66][67]
- 新春ドラマスペシャル
  - 「加山雄三30周年企画 兄貴に乾杯」（1991年1月）
- 月曜ドラマスペシャル
  - 「森繁久彌文化勲章受章記念作品 おやじのヒゲ11」（1991年11月）
- ふたたび、兄貴に乾杯!（1992年4月）
- 報道スクープ決定版（1993年、1998年、1999年、2002年、2003年、2004年）
- 関口宏が迫る広島・長崎50年目の真実（1995年8月6日、午後2時）[68]
- 女神の天秤（1996年10月 - 1998年3月、水曜21:00 - 21:54）
- いのちの響（1997年。ゲスト出演）
- はばたけ!ペンギン（1998年4月15日 - 8月26日）
- 関口宏の報道30時間テレビ（1998年12月30日・31日）
- JNN近未来スペシャル関口宏のびっくり仰天!未来生活（2001年1月4日14時[69]）
- 関口宏の“歴史は繰り返す”（2003年 - 、元日23:15 - ）
- 8時です!みんなのモンダイ（2004年10月30日 - 2005年3月19日）[53]
- 報道スクープ!プレイバック衝撃ニュース'05（2005年）
- 水トク!
  - 「関口宏のニッポンを探しに行こう!」（2006年12月）
  - 「関口宏のニッポンを探しに行こう!2」（2008年2月13日[70]）
- キヤノンスペシャル 古代文明ミステリー
  - 「幻のアンデス黄金帝国 インカに眠る12の謎!!」（2007年9月24日、単発）
- 水曜ノンフィクション（2008年10月15日[71] - 2009年6月）[53]
- 「文化の日」・第一生命スペシャル 世界芸術ミステリー
  - 「フェルメールの暗号〜光の天才画家の作品と生涯の謎を解く〜」（2008年11月3日21:00[72]）
- JNN50周年記念 歴史大河スペクタクル
  - 「唐招提寺1200年の謎〜天平を駆けぬけた男と女たち」（2009年11月3日）
- 関口宏のザ・ベストセレクション（BS-TBS、2010年4月17日 - 2011年3月19日）
- 関口宏のメディアの旅（BS-TBS、2010年12月1日[73]）
- 関口宏の昭和青春グラフィティ（BS-TBS、2011年4月5日 - 2012年9月25日、午後8時[74]）
- 世紀のワイドショー!ザ・今夜はヒストリー（2011年4月18日 - 2012年8月29日）
- 『サワコの朝』（MBS・TBS共同制作、2011年11月5日放送）
- 関口宏の風に吹かれて（BS-TBS、2012年10月2日 - 2014年4月1日）
- 関口宏の人生の詩（BS-TBS、2014年4月16日 - 2016年9月25日）
- 関口宏ニッポン風土記（BS-TBS、2016年10月8日 - 2018年9月29日）
- 関口宏の東京フレンドパーク ドラマ大集合SP!!（2017年1月9日 - 2021年1月3日）
- 「終戦スペシャル『学徒出陣～大学生はなぜ死んだ？』」（2018年8月5日14:00[75]）
- 関口宏の人生の詩II（BS-TBS、2018年10月6日 - 2019年10月5日）
- 関口宏のもう一度!近現代史（BS-TBS、2019年10月12日 - 2022年3月26日、8月14日[76]）
- 関口宏の一番新しい古代史（BS-TBS、2022年4月2日[77]-7月30日 ）
- 関口宏の一番新しい中世史(BS-TBS、2022年8月6日 - 2024年3月23日）
- 関口宏の一番新しい江戸時代(BS-TBS、2024年4月6日 - ）
- 関口宏のこの先どうなる！？（BS-TBS、2024年4月 - ）
- つなぐ、つながるSP 科学が変えた戦争 1945→2024（TBS、2024年8月11日、単発司会）[78]

#### テレビ東京系列
- 龍のいる海（1978年4月）
- ゆく年くる年（1979年12月31日、民放連・在京キー局共同制作）
- 世界おもしろネットワーク（1981年10月16日 - 1982年2月26日）
- テレビあッとランダム（1984年10月27日 - 1990年3月31日、土曜21:00〜21:54）
- ザ・真相〜大事件検証スペシャル（2004年10月11日 - 2005年10月3日、改編期）
- メディアの嵐 TVがもっと面白くなるTV大辞典（2005年3月27日）[79]
- 関口宏の「大定年時代」（2005年12月7日、単発）
- 関口宏の「人口減少時代」（2006年7月21日、単発）

#### フジテレビ系列
- お嫁さん（1966年6月 - 12月）
- 青春（1967年7月1日 - 10月28日）
- 白雪劇場（関西テレビ制作）
  - 「男じゃないか」（1969年4月6日 - 9月28日、1971年4月6日 - 9月28日。主演）
  - 「大久保彦左衛門」（1973年10月 - 1974年6月）
- 恋人はLサイズ（1970年5月 - 9月）
- おんぶにだっこ（1970年10月 - 1971年3月）
- スター千一夜（1970年4月 - 1979年3月[4]）
- どくとる親子奮闘記（1971年10月 - 1972年3月）
- 歌うスターカップル 今夜の恋人（1972年4月6日 - 9月28日）
- 油断!（1976年3月6日 - 27日）
- B円を阻止せよ!（1977年2月）
- ありがとう!'77〜'80 愛のチャリティキャンペーン こども病院をみんなの手で（テレビ西日本、1977年 - 1980年） - 司会
- 阪急ドラマシリーズ（関西テレビ制作）
  - 「新・河原町東上ル」（1977年4月 - 9月。主演）
  - 「新婚プラス1」（1979年10月 - 1980年3月）
- FNS歌謡祭（1977年）- 総合司会
- 全国縦断紅白歌合戦（1979年 - 1980年） - 司会
- 私たちの家族（1980年4月 - 5月）
- 笑顔泣き顔ふくれ顔（1982年4月12日 - 7月26日）
- 月曜ドラマランド
  - 「長谷川町子の意地悪クッキー」（1983年5月2日）
- 時代劇スペシャル
  - 「清水次郎長」（1981年10月）
- チョット待った!!（1990年10月17日 - 1991年3月20日、夜のヒットスタジオSUPERの後番組）
- ウッチャンナンチャンのやるならやらねば!1992年2月15日、モノマネコーナーの本人役として
- '94夜のヒットスタジオ 超X'masデラックス（1994年12月24日） - 司会
- '95夜のヒットスタジオ・グレートアーティスト・超豪華！春のスペシャル（1995年4月5日） - 司会

### ラジオ
- 星空の二人（TBSラジオ、1968年）
- あなたとヒロシと音楽と（TBSラジオ、1971年 - 1972年）
- ハッピーサタデー ニッサンラジオプラザ（ニッポン放送、1975年10月 - 1977年9月）
- ファミリー!文化放送スペシャル～家族の絆ってなに!?（文化放送、2004年3月31日午前9時[80]）
- 大沢悠里のゆうゆうワイド（TBSラジオ、2012年6月29日、2016年6月5日）

## 舞台
- 母の鈴（1976年）名鉄ホール（橋田壽賀子／脚本、石井ふく子／演出）

## 映画

『恋のハイウェイ』 (1967年）

- 四つの恋の物語（1965年）
- 白鳥（1966年）
- 恋のハイウェイ（1967年）
- 社長えんま帖（1969年）
- 続・社長えんま帖（1969年）
- 社長学ABC（1970年）[4]
- 続・社長学ABC（1970年）
- 冠婚葬祭入門 新婚心得の巻（1971年）[4]
- 桜の代紋（1973年）
- 霧の旗（1977年）[4]
- 刑事物語3 潮騒の詩（1984年）
- 刑事物語4 くろしおの詩（1985年）

## CM
- ロッテ ガーナブラックチョコレート（1970年）
- 旭化成 - 西田佐知子と幼少期の関口知宏と共演
- ハウスジャワカレー（1973年、ハウス食品） - 父の佐野周二、妻の西田佐知子と共演
- 日産自動車 サニー（B210型、B310型、1200・1400・1600型 - 佐野周二、西田佐知子と共演）、スタンザ（2代目前期型）
- 政府広報
- 東京ガス
- ライオン スマイル、デンターシステマ（初期）
- コロナ
- 興亜火災（現：損保ジャパン）
- 花の仲間（明治）

## 作詞
- 『星の砂』（1977年、作曲：出門英、歌唱：小柳ルミ子）
- 『湖の祈り』（1977年、作曲：出門英、歌唱：小柳ルミ子）
- 『Starlight Lover』(1986年、歌唱：真梨邑ケイ、世界食べちゃうぞ!!挿入歌[81])

## 著書
- 『人間これでいいのかな』（1984年、フレーベル館）
- 『ALOHA AGAIN』（2003年4月5日[12]、アーティストハウスパブリッシャーズ） - 浅井慎平と共同で制作したハワイアン音楽CD&本、25曲入り楽譜付き[12]
- 『テレビ屋独白』（2012年、文藝春秋、初めての著書としている[44]）
- 『関口宏・保阪正康のもう一度!近現代史 明治のニッポン』（2020年、講談社）
- 『関口宏・保阪正康のもう一度!近現代史 戦争の時代へ』（2021年、講談社）
- 『関口宏・保阪正康のもう一度!近現代史 帝国日本の過ち』（2022年、講談社）